# Aipysurus duboisii
Aipysurus duboisii е вид влечуго от семейство Elapidae. Видът е незастрашен от изчезване.

## Разпространение и местообитание
Разпространен е в Австралия, Нова Каледония и Папуа Нова Гвинея.
Среща се на дълбочина от 20,7 до 68,4 m, при температура на водата от 24,5 до 26,6 °C и соленост 35,1 – 35,4 ‰.

## Описание
Популацията на вида е намаляваща.